# Giorgio Rifelli
Giorgio Rifelli (Pesaro, 29 giugno 1941 – Bologna, 9 novembre 2013) è stato un sessuologo e psicologo italiano.

## Biografia
Oltre che psicologo e sessuologo, era specializzato in dermatologia-venereologia.
Nel 1959 fondò il Centro Italiano di Sessuologia (CIS), del quale in seguito fu segretario generale, e l'albo degli Psicologi Sessuologi Professionisti Italiani. In ambito accademico dagli anni novanta è stato responsabile del Servizio di Sessuologia Clinica presso il Dipartimento di Psicologia dell'Università di Bologna.
Autore di moltissimi libri e articoli di psicologia e sessuologia, ha fatto anche divulgazione alla radio e in televisione, con diverse partecipazioni al Maurizio Costanzo Show.

## Pubblicazioni
- 1969 - L'educazione sessuale nella scuola
- 1971 - Cultura della sessualità
- 1991 - Per una storia dell'educazione sessuale (1870-1920)
- 1991 - La qualità dei sentimenti
- 1996 - Sessuologia clinica
- 1997 - Oltre Babele. Manuale di terapia delle disfunzioni sessuali per terapeuti aspiranti e pazienti... Disperanti
- 2006 - Per una storia dell'educazione sessuale 1870-1920
- 2007 - Psicologia e psicopatologia della sessualità
- 2008 - Oltre Babele. Manuale di teoria delle disfunzioni sessuali per terapeuti aspiranti e pazienti... disperati
- 2010 - Impotenza maschile, femminile e di coppia